# Saint-Pierre-d'Entremont
Pour les articles homonymes, voir Saint-Pierre-d'Entremont (Orne), Saint-Pierre et Entremont.

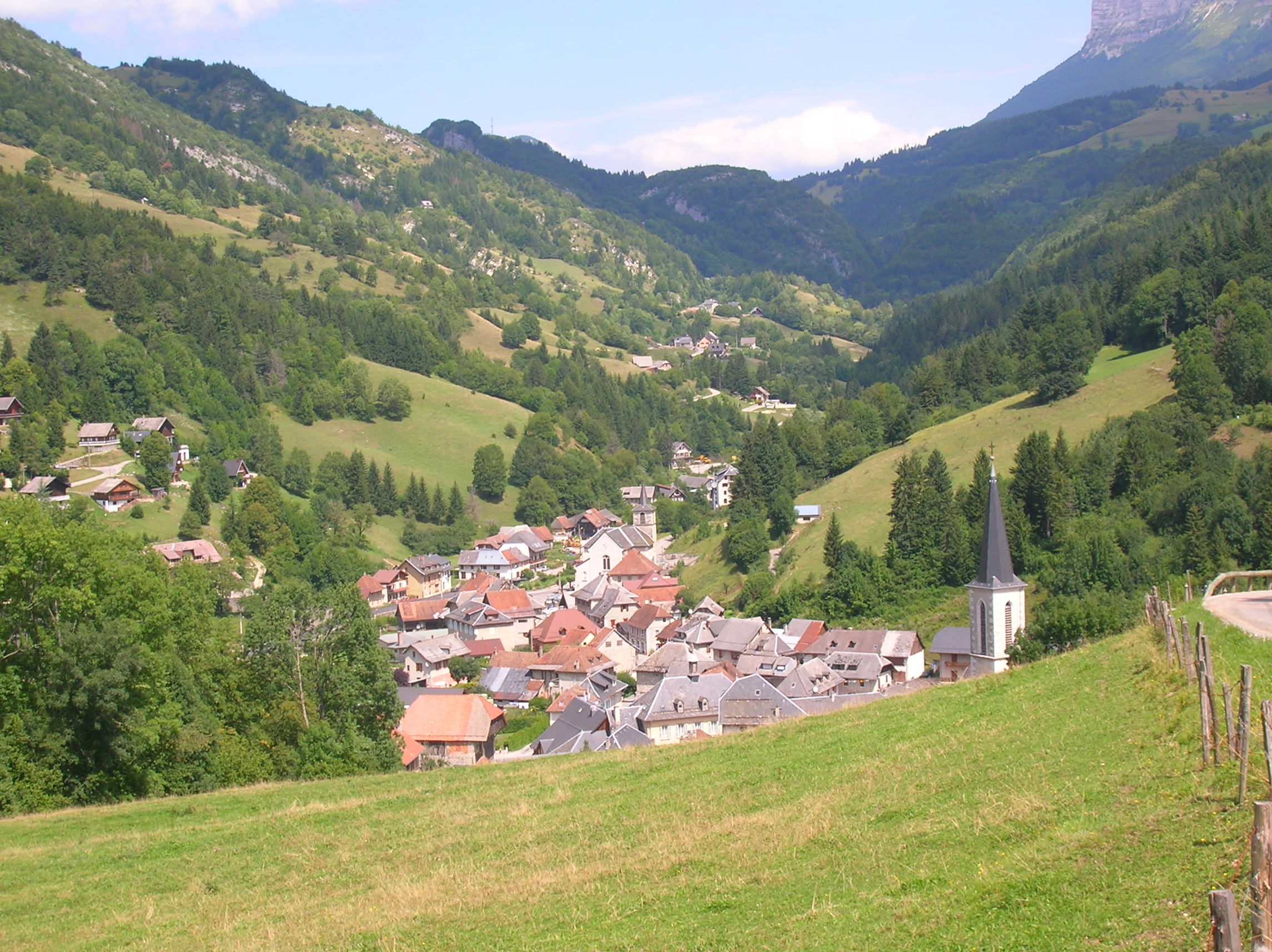
Saint-Pierre-d'Entremont (Isère) au premier plan et Saint-Pierre-d'Entremont (Savoie) au second plan.

Saint-Pierre-d'Entremont est un village de France partagé entre deux communes homonymes : Saint-Pierre-d'Entremont en Isère et Saint-Pierre-d'Entremont en Savoie. Le Guiers Vif qui traverse le village et sur lequel s'appuie la limite départementale actuelle constitue l'ancienne frontière entre le duché de Savoie du royaume de Sardaigne et la province du Dauphiné de la Couronne de France.
La situation est similaire au Pont-de-Beauvoisin (Isère/Savoie), à Seyssel (Ain/Haute-Savoie) ou encore à Saint-Gingolph (France/Suisse).